# Puerto del Rosario
Puerto del Rosario (španska izgovarjava: [ˈpweɾto ðel roˈsaɾjo]) je mesto in občina na vzhodnem delu otoka Fuerteventura v provinci Las Palmas na Kanarskih otokih. Je glavno mesto Fuerteventure od leta 1860. Prebivalstvo mesta je štelo 29.160 (2013), prebivalstvo upravnega okrožja (občina Puerto del Rosario) je 36.744, njegova površina pa 289,95 km².

## Zgodovina
Prvotno znan kot Puerto de Cabras (pristanišče koz), je bil Puerto del Rosario sprva malo politično pomemben na otoku, saj je živel v senci starodavne prestolnice Betancuria. Dolgo je bilo to ribiško naselje in je imelo zaščiteno naravno pristanišče. Atlantski navigator, napisan leta 1854, opisuje mesto, takrat znano kot Cabras, kot 'glavno pristanišče', vendar ga opisuje kot 'nepomembno mesto'. Opisuje ga kot improvizirano pristanišče za ladje in 'brezbrižno', medtem ko imenuje 'plažo s skodlami', kjer se ladje zasidrajo, kot 'še slabše'.
Zaradi tega statusa 'osrednjega pristanišča' otoka je leta 1860 postal glavno mesto otoka in to čast prevzel od Antigve. Pristanišče je bilo priljubljeno za tovorjenje koz, od tod izvira tudi njegovo prvotno ime. Vendar pa je bilo leta 1957 odločeno, da ime Cabras ni primerno. Izbrali so bolj privlačno ime in Puerto de Cabras so preimenovali v Puerto del Rosario ('pristanišče rožnega venca').
V 1960-ih je prišlo do ruralnih in mestnih migracij iz manjših vasi in kmetijskih območij otoka v Puerto del Rosario. Prebivalstvo se je v teh letih povečalo. Nadaljnja rast prebivalstva se je zgodila leta 1976, ko je zaradi dekolonizacije severnoafriških ozemelj, kot je španska Sahara, španska tujska legija postavila Puerto del Rosario za svojo bazo.

## Geografija
Občina Puerto del Rosario je v osrednjem in severnem delu otoka Fuerteventura.
Ima površino 289,95 km², od katere velik del ustreza obsežnemu podeželskemu in naravnemu območju in z občinskim obsegom 85,86 km, ki meji na občini La Oliva na severu ter Betancuria in Antigua na jugu.
Glavno mesto občine, mestno območje Puerto del Rosario, je 16 metrov nad morsko gladino. Občina doseže največjo nadmorsko višino v Montaña de la Muda na 691 m nadmorske višine, vrh, ki si ga deli z občino La Oliva.
Med njenimi plažami izstopajo Puerto Lajas, Los Pozos Beach in Playa Blanca, ki ponujajo potrebne pogoje za vadbo vodnih športov, kot sta deskanje in kajtanje.

### Podnebje
Po Köppnovi  podnebni klasifikaciji ima Puerto del Rosario vroče sušno podnebje (BWh). Zime so zelo mile, s povprečnimi najnižjimi januarskimi temperaturami skoraj 15 °C in povprečnimi najvišjimi temperaturami 20-21 °C; medtem ko so poletja topla, a ne prevroča, s povprečnimi najvišjimi avgustovskimi temperaturami, ki ne dosežejo 28 °C, povprečne najnižje pa 21,5 °C. Po drugi strani pa je letna toplotna amplituda v povprečju okoli 7 °C.
To je eno najbolj suhih krajev v Španiji, saj je padavin zelo malo (v povprečju skoraj 100 mm na leto), z največjo količino v mesecu decembru in izrazitim najmanjšim v poletnih mesecih, v mesecih juniju in skoraj nič julija. Dnevna toplotna amplituda je nizka (povprečno 6-7 °C).
Lahko se pojavi meglica, ki je lebdeč prah iz bližnje puščave Sahara.

## Mesta v skupnosti
Podatki o številu prebivalcev v oklepajih so iz leta 2011.
- Puerto del Rosario (28.528)
- El Matorral (2176)
- Puerto Lajas (927)
- Tetir (863)
- Los Estancos (660)
- Casillas del Angel (518)
- La Asomada (418)
- El Time (315)
- Tefia (252)
- La Ampuyenta (234)
- Llanos de la Concepción (220)
- Tesjuates (215)
- La Matilla (156)
- Guisguey (141)
- Las Parcelas (27)
- Puertito de los Molinos (14)

## Znamenitosti
- Cerkev Santo Domingo de Guzman
- Casa Museo Miguel de Unamuno, muzej pisatelja v izgnanstvu
- Ekomuzej La Alcogida
- Avditorij s 600 sedeži
- Cerkev Nuestra Senora del Rosario
- Cerkev svete Ane
- Cerkev Santo Domingo de Guzman
- Puščavnica San Agustin

- Otoška vladna stavba
- Križarka v pristanišču (2018)
- Cerkev Santo Domingo de Guzmán
- Las Cabras, bronasta skulptura Emiliana G. Hernándeza, ki je poklon prvotnemu imenu mesta, Puerto de Cabras